# Michel de Bourbon-Parma

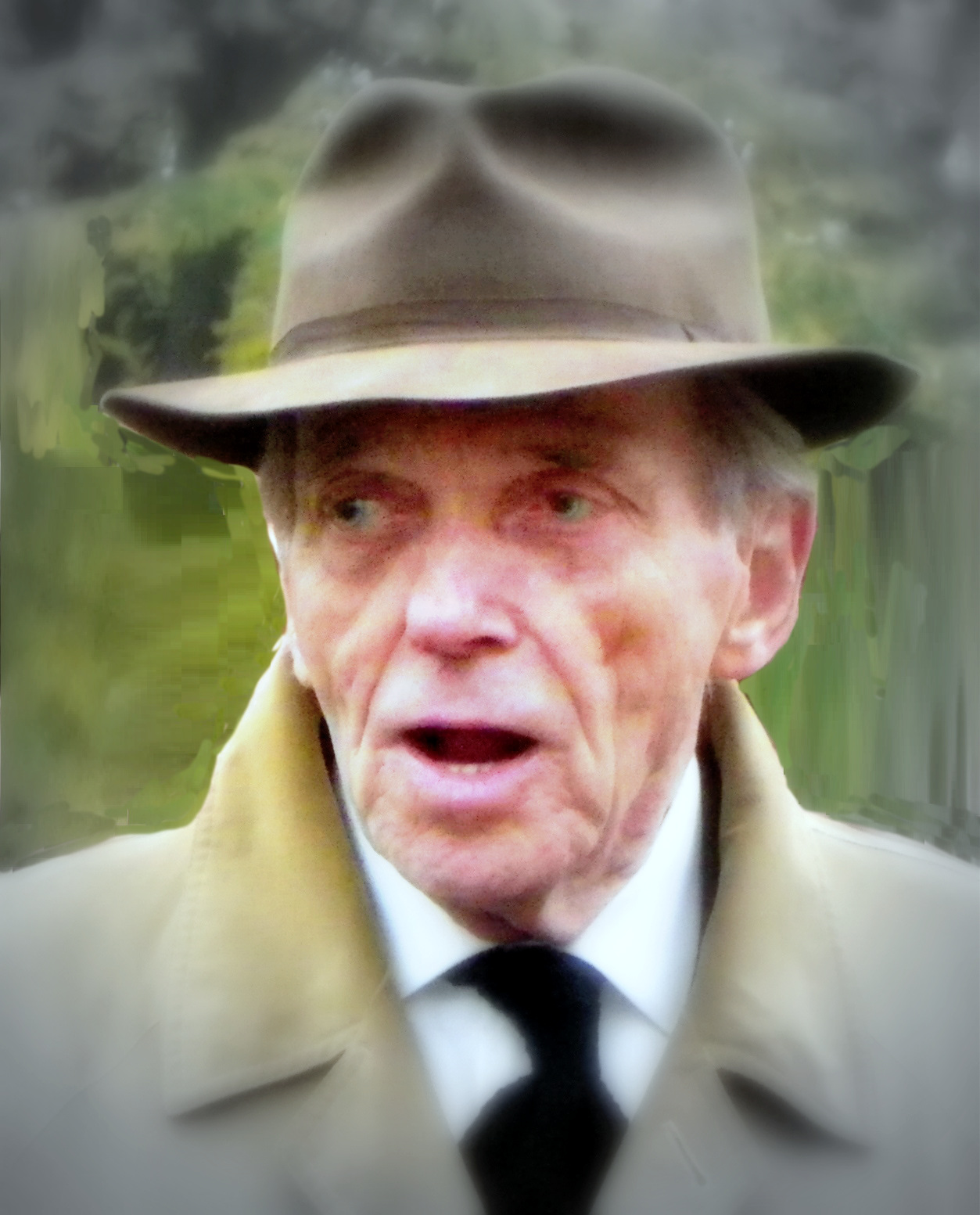
Michel de Bourbon-Parma 2012

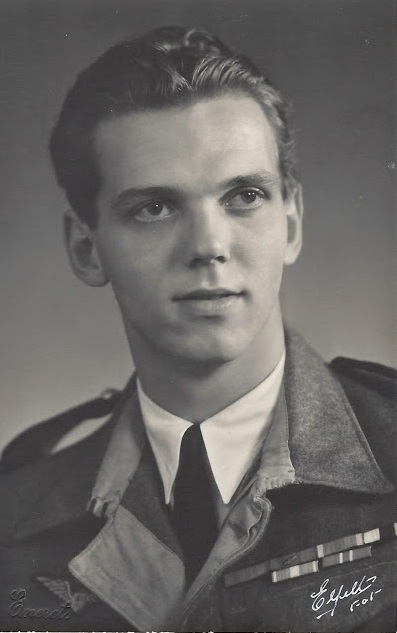
Michel de Bourbon-Parma 1948

Michel Marie Xavier Waldemar Georg Robert Karl Eymar de Bourbon-Parma (* 4. März 1926 in Paris; † 7. Juli 2018 in Neuilly-sur-Seine) war ein französischer Geschäftsmann, Veteran des Zweiten Weltkriegs und Automobilrennfahrer.

## Familie
Michel de Bourbon-Parma wurde 1926 als Sohn von René de Bourbon-Parma und Margaretha von Dänemark geboren. Seine ältere Schwester war Anna von Bourbon-Parma (1923–2016). Sein Großvater väterlicherseits war Robert I. Karl Ludwig Maria von Parma, der letzte Herzog von Parma, Piacenza und Guastalla. Seine Mutter war die Tochter des dänischen Admirals Waldemar von Dänemark, eines Sohnes des Königs Christian IX. Sie war dadurch Mitglied des Hauses Schleswig-Holstein-Sonderburg-Glücksburg. Zita von Bourbon-Parma, die letzte Kaiserin von Österreich und Königin von Ungarn, war Michels Tante.
1951 heiratete Michel Yolande de Broglie-Revel, aus dem Adelsgeschlecht der Broglie. Das Paar hatte fünf gemeinsame Kinder, drei Töchter und zwei Söhne, und wurde 1999 geschieden. Eine weitere Tochter wurde 1977 unehelich geboren.
2003 ehelichte er Maria Pia de Bourbon-Parma, die Tochter von Umberto II., dem letzten König Italiens, und dessen Ehefrau Marie José von Belgien. Seine zweite Frau war in erster Ehe mit Alexander von Jugoslawien verheiratet.

## Emigration und Zweiter Weltkrieg
Michel de Bourbon-Parma wuchs in Paris auf. Sein Vater war in einem Unternehmen, das Tankanlagen für Propangas herstellte, beschäftigt, als 1939 der Zweite Weltkrieg ausbrach. Nach dem Einmarsch der deutschen Wehrmacht in Frankreich 1940 floh die Familie nach New York. Er selbst kam mit seinem Bruder in ein von Jesuiten geführtes Internat nach Montreal. Schon nach kurzer Zeit kam es zu einem Zwischenfall, als er einen Jesuiten, der seinen Bruder züchtigte, niederschlug. Als die Internatsleitung ihnen daraufhin den Weihnachtsurlaub verwehrte, verließen die Brüder die Einrichtung unerlaubt und fuhren mit einem Greyhound-Fernbus nach New York. Beide kehrten nicht nach Montreal zurück.
Nach einem Jahr als Angestellter in einem Import-Export-Unternehmen trat er 1943 im Alter von 17 Jahren mit der Erlaubnis seines Vaters in die United States Army ein. Im Rang eines Leutnants nahm er an der geheimen Operation Jedburgh teil und agierte dabei als Saboteur hinter den deutschen Linien in Frankreich. Er war dabei dem britischen Colonel Tommy Macpherson unterstellt. Der dritte Mann der Gruppe war der Funker Sergeant Arthur Brown.
Nach der Befreiung Frankreichs durch die Alliierten wurde er im August 1945 nach Indochina versetzt, um dort gegen den aufkommenden Việt Minh zu kämpfen. Bereits an seinem ersten Einsatztag wurde er gemeinsam mit fünf weiteren Franzosen gefangen genommen. Er verbrachte elf Monate in Gefangenschaft. Mehrere Ausbruchsversuche scheiterten, vier seiner Kameraden kamen während der Lagerhaft um. 1946 kam er frei. Für seine Verdienste im Krieg erhielt er verschiedene Auszeichnungen, darunter den Verdienstorden der Ehrenlegion, das Military Cross und das Croix de guerre.

## Zivilleben
Nach seiner Militärzeit war er viele Jahrzehnte für Zodiac Marine & Pool tätig, ein französisches Unternehmen, das Festrumpfschlauchboote herstellt.

## Karriere im Motorsport
In den 1960er-Jahren bestritt Michel de Bourbon-Parma einige Jahre lang Autorennen als Herrenfahrer. Seinen ersten Erfolg feierte er bei der Targa Florio 1964, wo er gemeinsam mit Claude Bourillot auf einem von der Scuderia Filipinetti gemeldeten Ferrari 250 GTO Gesamtzehnter wurde. Zweimal war er beim 24-Stunden-Rennen von Le Mans am Start, bei beiden Einsätzen fiel er aus. 1964 fuhren er und Robert Bouharde einen René Bonnet Aérodjet und konnten wegen eines Getriebeschadens das Rennen nicht beenden. 1966 war er Partner von Giampiero Biscaldi bei diesem 24-Stunden-Rennen. Das Duo pilotierte einen Ferrari 275 GTB, den Ed Hugus gemeldet hatte. Diesmal stoppte ein Kupplungsschaden die Ambitionen.
Sein größter Erfolg war der zweite Rang bei der Tour de France für Automobile 1964; er war dort Partner von Jean Guichet im Werks-Ferrari 250 GTO.

## Statistik

### Le-Mans-Ergebnisse
| Jahr | Team                            | Fahrzeug             | Teamkollege        | Platzierung | Ausfallgrund     |
| ---- | ------------------------------- | -------------------- | ------------------ | ----------- | ---------------- |
| 1964 | Société Automobiles René Bonnet | René Bonnet Aérodjet | Robert Bouharde    | Ausfall     | Getriebeschaden  |
| 1966 | Ed Hugus                        | Ferrari 275 GTB      | Giampiero Biscaldi | Ausfall     | Kupplungsschaden |

### Einzelergebnisse in der Sportwagen-Weltmeisterschaft
| Saison | Team                                                          | Rennwagen                            | 1   | 2   | 3   | 4   | 5   | 6   | 7   | 8   | 9   | 10  | 11  | 12  | 13  | 14  | 15  | 16  | 17  | 18  | 19  | 20  |
| ------ | ------------------------------------------------------------- | ------------------------------------ | --- | --- | --- | --- | --- | --- | --- | --- | --- | --- | --- | --- | --- | --- | --- | --- | --- | --- | --- | --- |
| 1964   | Scuderia Filipinetti Automobiles René Bonnet Scuderia Ferrari | Ferrari 250 GTO René Bonnet Aérodjet | DAY | SEB | TAR | MON | SPA | CON | NÜR | ROS | LEM | REI | FRE | CCE | RTT | SIM | NÜR | MON | TDF | BRI | BRI | PAR |
| 1964   | Scuderia Filipinetti Automobiles René Bonnet Scuderia Ferrari | Ferrari 250 GTO René Bonnet Aérodjet |     |     | 10  |     |     |     |     |     | DNF |     |     |     |     |     |     |     | 2   |     |     |     |
| 1965   | Scuderia Filipinetti                                          | Ferrari 250 GTO                      | DAY | SEB | BOL | MON | MON | RTT | TAR | SPA | NÜR | MUG | ROS | LEM | REI | BOZ | FRE | CCE | OVI | NÜR | BRI | BRI |
| 1965   | Scuderia Filipinetti                                          | Ferrari 250 GTO                      |     |     |     | DNF |     |     |     |     |     |     |     |     |     |     |     |     |     |     |     |     |
| 1966   | Ed Hugus                                                      | Ferrari 275 GTB                      | DAY | SEB | MON | TAR | SPA | NÜR | LEM | MUG | CCE | HOK | SIM | NÜR | ZEL |     |     |     |     |     |     |     |
| 1966   | Ed Hugus                                                      | Ferrari 275 GTB                      |     |     |     | DNF |     |     |     |     |     |     |     |     |     |     |     |     |     |     |     |     |